# Sándor Szabó (Schwimmer)
Sándor Szabó (* 4. Februar 1951 in Budapest; † 17. April 2021 in Törökbálint) war ein ungarischer Schwimmer.

## Biografie
Sándor Szabó schwamm als erster Ungar, im Alter von 17 Jahren, die 100 Meter Brust in weniger als 1:10 Minuten (1:09,1 Minuten). Bei den Olympischen Sommerspielen 1968 in Mexiko-Stadt belegte er im Wettkampf über 100 Meter Brust den 20. Platz. Im 4 × 100-m-Lagen-Staffelwettkampf wurde Szabó mit der ungarischen Staffel Elfter. Auch bei seiner zweiten Olympiateilnahme in München 1972 konnte er in den gleichen Disziplinen keine Medaille gewinnen. Szabó wurde insgesamt siebenfacher Meister über 100 und 200 Meter Brust.